# Yaghnobi (taal)

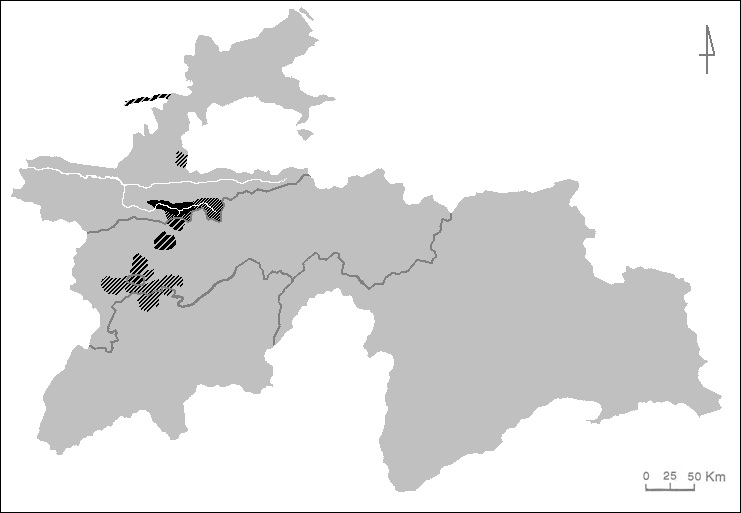
Gebieden en enclaves waar Yaghnobi onder Tadzjieken wordt gesproken

Yaghnobi is een Iraanse taal en wordt gesproken in de hoogvallei van de Yaghnobrivier in het Zarafshangebied in Tadzjikistan door het Yaghnobivolk. Het wordt door de meeste taalkundigen beschouwd als een directe afstammeling van het Sogdisch. Samen met het in de Kaukasus gesproken Ossetisch is het de enige overgebleven Noordoost-Iraanse taal.
Yaghnobi wordt gesproken door 3000 à 6000 mensen.